# Tetracheilostoma
Tetracheilostoma – rodzaj węży z podrodziny Epictinae w rodzinie węży nitkowatych (Leptotyphlopidae).

## Zasięg występowania
Rodzaj obejmuje gatunki występujące na Antylach (Martynika, Saint Lucia i Barbados). 

## Systematyka

### Etymologia
- Eucephalus: gr. ευ eu „dobry, ładny”[6]; κεφαλος -kephalos „-głowy”, od κεφαλη  kephalē „głowa”[7]. Gatunek typowy: Typhlops bilineatus Schlegel, 1839.
- Tetracheilostoma: gr. τετρα- tetra- „cztery-”, od τεσσαρες tessares „cztery”[8]; χειλος kheilos „brzeg, krawędź, skraj”[9]; στομα stoma, στοματος stomatos „usta”[10].

### Podział systematyczny
Do rodzaju należą następujące gatunki:
- Tetracheilostoma bilineatum
- Tetracheilostoma breuili
- Tetracheilostoma carlae